# Monocentrota syrdariensis
Monocentrota syrdariensis är en tvåvingeart som beskrevs av Zaitzev 1994. Monocentrota syrdariensis ingår i släktet Monocentrota och familjen platthornsmyggor. Inga underarter finns listade i Catalogue of Life.